# Der Aktuar
Der Aktuar war eine wirtschaftswissenschaftliche Fachzeitschrift, die zwischen 1995 und 2023 mit vier Ausgaben pro Jahr erschien.

## Hintergrund und Geschichte
„Der Aktuar“ wurde von der Deutschen Aktuarvereinigung (DAV) herausgegeben und erschien nach Gründung der Interessenvertretung der deutschen Aktuare in heutiger Form im Jahr 1993 als Mitgliedermagazin erstmals im März 1995. Das Periodikum kombinierte fachliche Artikel aus dem für die Tätigkeiten relevanten Bereichen der Versicherungs-, Bauspar- und Finanzmathematik sowie insbesondere qualtitativem Risiko- sowie IT-Anwendungsmanagement und deren praktischer Anwendung mit Informationen aus den Gremien der Organisation sowie weiteren Aktivitäten aus dem Umfeld der DAV und ihrer Mitglieder. Die Fachartikel waren dabei vornehmlich in deutscher Sprache verfasst, teilweise wurden auch englischsprachige Beiträge veröffentlicht. Mitglieder der DAV und des Instituts der Versicherungsmathematischen Sachverständigen (IVS) erhielten die Zeitschrift kostenlos zugesendet.
Ab 2023 überarbeitete die Deutsche Aktuarvereinigung sukzessive ihr Erscheinungsbild. Neben der Entwicklung eines konsistenten, auch für die Schwesterorganisationen wie dem IVS und der Deutschen Aktuar Akademie nutzbaren Designs beinhaltete dies auch den Relaunch des Mitgliedermagazins, bei dem „Der Aktuar“ beginnend mit dem Jahr 2024 durch das DAV Journal ersetzt wurde. Entsprechend erschien mit der Ausgabe 4/2023 letztmals im Dezember 2023 eine Ausgabe der Zeitschrift in bisheriger Form.